# Hugo W. Doppler
Hugo Werner Doppler (* 26. Juli 1942 in Baden AG) ist ein Schweizer Numismatiker.
Nach der Ausbildung als Buchhändler in Zürich von 1961 bis 1963 arbeitete Doppler in Buchhandlungen in Lübeck, Basel, Oxford und Wien. Nachdem er 1967 in das väterliche Buchgeschäft in Baden eintrat, das seit 1885 in Familienbesitz war, führte er es bis 2005. Heute wird die Buchhandlung Doppler unter gleichem Namen von Privaten weitergeführt.
Bereits in der Grundschule hatte er Kontakt mit dem Badener Münzsammler Walter Niggeler (1878–1964), der dem Schüler Zugang zu seiner Münzsammlung gewährte und ihn förderte. Seit 1959 bearbeitet und publiziert Hugo W. Doppler als freier Mitarbeiter Münzfunde vorwiegend aus den Kantonen Aargau und Baselland, darunter Funde aus Augusta Raurica, Baden-Aquae Helveticae, Windisch-Vindonissa und Zurzach-Tenedo. Insbesondere seine numismatischen und historischen Arbeiten zur römischen Zeit im Gebiet des heutigen Kanton Aargau zählen zu den Grundlagenwerken der Schweizer Archäologie.
Von 1969 bis 1989 war Doppler nebenamtlicher Konservator des Historischen Museums der Stadt Baden.
Tätigkeit im Vorstand verschiedener historischer, archäologischer und numismatischer Vereine, darunter:
- Vorstand der Gesellschaft Pro Vindonissa[3] 1976–1995, Präsident 1986–1995,[4] Ehrenmitglied seit 1997.[5]
- Vorstand der Schweizerischen Numismatischen Gesellschaft 1986–1996, Ehrenmitglied seit 2022.

Mitglied des Verwaltungsrats der Genossenschaft Schweizer Buchzentrum 1991–1999, 1995–1999 Präsident.

## Publikationen (Auswahl)
- Ein vergessener Münzschatz aus Dättwil bei Baden AG. In: Jahrbuch der Schweizerischen Gesellschaft für Ur- und Frühgeschichte 55, 1970, S. 89–93 (e-periodica.ch).
- Die keltischen Münzen aus Baden (Schweiz). In: Schweizer Münzblätter 23, 1973, Heft 92, S. 125–129 (e-periodica.ch).
- Der römische Vicus Aquae Helveticae Baden (= Archäologische Führer der Schweiz 8), Baden 1976.
- Die keltischen Münzen von Vindonissa. In: Jahresbericht der Gesellschaft pro Vindonissa 1977, 1978, S. 37–61 (e-periodica.ch).
- Geschichte und Geschichten der Weiten Gasse. In: Hugo Doppler, Edi Zander: Baden seine Weite Gasse, Baden 1987, S. 7–18.
- mit Markus Peter: Vindonissa aus numismatischer Sicht. In: Jahresbericht der Gesellschaft pro Vindonissa 1998, 1999, S. 47–54 (e-periodica.ch).
- Die Münzfunde aus der Quelle «Grosser Heisser Stein» in Baden AG. In: Schweizerische Numismatische Rundschau 86, 2007, S. 91–114, Taf. 11 (e-periodica.ch).
- Fundmünzen. In: Hans Rudolf Sennhauser, Ausgrabungen in Stadtkirche und Dreikönigskapelle Baden 1967/1968, Zürich 2008, S. 198–205. Im selben Band u. a.: Baden in spätkeltischer, römischer und frühmittelalterlicher Zeit, S. 385–387.
- mit Stephan Wyss: Der Münzhort von Ennetbaden. In: Schweizerische Numismatische Rundschau 93, 2014, S. 61–90, Tafeln 7–10 (e-periodica.ch).
- Die Münzsammlung im Historischen Museum Baden. Ein Blick in die Geschichte und auf die Schätze der Kollektion. In: Badener Neujahrsblätter 90, 2015 (ersch. 2014), S. 70–79 (e-periodica.ch).